# Coupe des clubs champions européens 1982-1983
Navigation
Édition précédente Édition suivante
La Coupe des clubs champions européens 1982-1983 a vu la victoire du Hambourg SV. La compétition s'est terminée le 25 mai 1983 par la finale au Stade Olympique à Athènes.

## Tour préliminaire
| Équipe 1        | Résultat | Équipe 2     | Aller | Retour |
| --------------- | -------- | ------------ | ----- | ------ |
| Dinamo Bucarest | 4 - 3    | Vålerenga IF | 3 - 1 | 1 - 2  |

## Seizièmes de finale

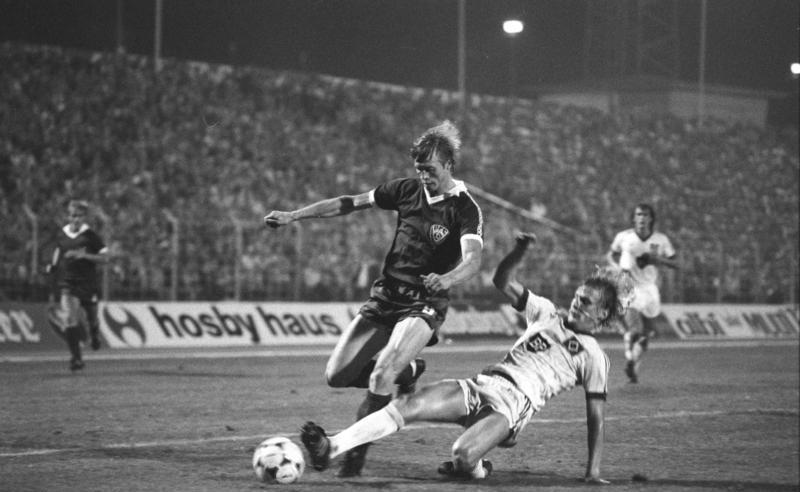
BFC Dynamo-Hamburger SV 1:1

| Équipe 1           | Résultat | Équipe 2          | Aller | Retour  |
| ------------------ | -------- | ----------------- | ----- | ------- |
| BFC Dynamo         | 1 - 3    | Hambourg SV       | 1 - 1 | 0 - 2   |
| Olympiakos         | 2 - 1    | Östers IF         | 2 - 0 | 0 - 1   |
| KF Tirana          | 2 - 2E   | Linfield FC       | 1 - 0 | 1 - 2   |
| Grasshopper Zurich | 0 - 4    | Dynamo Kiev       | 0 - 1 | 0 - 3   |
| Dinamo Zagreb      | 1 - 3    | Sporting Portugal | 1 - 0 | 0 - 3   |
| AS Monaco          | 0 - 2    | CSKA Sofia        | 0 - 0 | 0 - 2ap |
| Celtic FC          | 4 - 3    | Ajax Amsterdam    | 2 - 2 | 2 - 1   |
| Víkingur Reykjavik | 2 - 4    | Real Sociedad     | 0 - 1 | 2 - 3   |
| Hibernians FC      | 2 - 7    | Widzew Łódź       | 1 - 4 | 1 - 3   |
| FC Avenir Beggen   | 0 - 13   | Rapid Vienne      | 0 - 5 | 0 - 8   |
| Omonia Nicosie     | 2 - 3    | HJK Helsinki      | 2 - 0 | 0 - 3   |
| Dundalk FC         | 1 - 5    | Liverpool FC      | 1 - 4 | 0 - 1   |
| Aston Villa FC     | 3 - 1    | Beşiktaş          | 3 - 1 | 0 - 0   |
| Dinamo Bucarest    | 3 - 2    | Dukla Prague      | 2 - 0 | 1 - 2   |
| Standard de Liège  | 5 - 3    | Győri ETO FC      | 5 - 0 | 0 - 3   |
| Hvidovre IF        | 4 - 7    | Juventus          | 1 - 4 | 3 - 3   |

## Huitièmes de finale
| Équipe 1          | Résultat | Équipe 2          | Aller | Retour |
| ----------------- | -------- | ----------------- | ----- | ------ |
| Hambourg SV       | 5 - 0    | Olympiakos        | 1 - 0 | 4 - 0  |
| CSKA Sofia        | 2 - 2E   | Sporting Portugal | 2 - 2 | 0 - 0  |
| Real Sociedad     | 3 - 2    | Celtic FC         | 2 - 0 | 1 - 2  |
| Rapid Vienne      | 5 - 6    | Widzew Łódź       | 2 - 1 | 3 - 5  |
| HJK Helsinki      | 1 - 5    | Liverpool FC      | 1 - 0 | 0 - 5  |
| Dinamo Bucarest   | 2 - 6    | Aston Villa FC    | 0 - 2 | 2 - 4  |
| Standard de Liège | 1 - 3    | Juventus          | 1 - 1 | 0 - 2  |
| Dynamo Kiev       | -        | KF Tirana         | -     | -      |

## Quarts de finale
| Équipe 1          | Résultat | Équipe 2      | Aller | Retour |
| ----------------- | -------- | ------------- | ----- | ------ |
| Dynamo Kiev       | 2 - 4    | Hambourg SV   | 0 - 3 | 2 - 1  |
| Sporting Portugal | 1 - 2    | Real Sociedad | 1 - 0 | 0 - 2  |
| Widzew Łódź       | 4 - 3    | Liverpool FC  | 2 - 0 | 2 - 3  |
| Aston Villa FC    | 2 - 5    | Juventus      | 1 - 2 | 1 - 3  |

## Demi-finales
| Équipe 1      | Résultat | Équipe 2    | Aller | Retour |
| ------------- | -------- | ----------- | ----- | ------ |
| Real Sociedad | 2 - 3    | Hambourg SV | 1 - 1 | 1 - 2  |
| Juventus      | 4 - 2    | Widzew Łódź | 2 - 0 | 2 - 2  |

## Finale
| 25 mai 1983 | Hambourg SV | 1 – 0   | Juventus | Stade olympique, Athènes                        |                                                 |
|             | Magath 9e   | (1 – 0) |          | Spectateurs : 73 500 Arbitrage : Nicolae Rainea | Spectateurs : 73 500 Arbitrage : Nicolae Rainea |